# Sollefteå
Sollefteå je grad i središte istoimene općine u švedskoj županiji Västernorrland. 

## Zemljopis
Grad se nalazi u istočnome dijelu središnje Švedske i središnjem dijelu županije Västernorrland.

## Stanovništvo
Prema podacima o broju stanovnika iz 2005. godine u gradu živi 8.530 stanovnika.

## Gradovi prijatelji
- Põltsamaa, Estonija
- Nykarleby, Finska
- Esashi, Japan
- Steinkjer, Norveška
- Rudniki, Poljska
- Madison, SAD
- Slovenske Konjice, Slovenija

## Vanjske poveznice
- Službene stranice grada

### Ostali projekti
|  | Zajednički poslužitelj ima još gradiva o temi Sollefteå |